# 杜庫里亞
杜庫里亞（Doukouria）是馬里的城鎮，位於該國北部，由通布圖區的貢達姆省負責管轄，面積1,111平方公里，海拔高度252米，2009年人口3,001，人口密度每平方公里2.7人。